# Liste bekannter Hausberge
Die Liste bekannter Hausberge enthält eine Auswahl von Hausbergen (mit Höhen):

## Deutschland

### Baden-Württemberg
- Baden-Baden: der Merkur (669,0 m)
- Freiburg im Breisgau: der Schlossberg (456,1 m) und der Schauinsland (1283,9 m)
- Heidelberg: der Königstuhl (570,3 m) und der Heiligenberg (439,1 m)
- Karlsruhe-Durlach: der Turmberg (257,2 m)
- Reutlingen: die Achalm (706,5 m)
- Singen: der Hohentwiel (696,2 m)
- Tübingen: der Österberg (440,0 m)
- Tuttlingen: der Honberg (ca. 739 m) und der Witthoh (862,0 m)
- Waldkirch: der Kandel (1241,3 m)

### Bayern
- Bad Kissingen: der Altenberg (ca. 282 m), der Sinnberg (369,7 m) und der Staffelsberg (ca. 382 m)
- Oberstdorf: das Nebelhorn (2224 m)
- Bad Reichenhall: der Predigtstuhl (1613 m) und Zwiesel (1782 m)
- Rottach-Egern: der Wallberg (1723 m)

### Hessen
- Frankfurt am Main: der Lohrberg (212,4 m) und der Große Feldberg (ca. 879 m)
- Kassel: der Karlsberg (526,2 m) mit dem Herkules (515 m) und das Hohe Gras (614,8 m) mit gleichnamigem Aussichtsturm
- Wiesbaden: der Neroberg (245,0 m)

### Nordrhein-Westfalen
- Aachen: der Lousberg (262,4 m)
- Coesfeld: der Coesfelder Berg (ca. 140 m)
- Königswinter bei Bonn: der Petersberg (335,9 m) und der Drachenfels (321 m)
- Lübbecke: der Reineberg (275,9 m)

### Weitere Bundesländer
- Berlin: der Teufelsberg (120,1 m)
- Görlitz: die Landeskrone (419,4 m)
- Hamburg: der Süllberg (74,6 m)
- Bad Harzburg: der Kleine und der Große Burgberg (ca. 483 m)
- Ilmenau: der Kickelhahn (861,1 m) und der Lindenberg (749 m)
- Jena: der Hausberg (Jena) (391,7 m) und der Jenzig (385,3 m)
- Bad Lauterberg: der Hausberg (Bad Lauterberg) (ca. 420 m)
- Löbau: der Löbauer Berg (447,0 m)
- Plauen: der Kemmler (506,8 m)
- Weimar: der Große Ettersberg (481,6 m)

## Frankreich
- Grenoble: die Bastille (476 m), der Moucherotte (1901 m) und die Croix de Chamrousse (2253 m)

## Italien
- Bozen: der Ritten (1300 m)
- Catania: der Ätna (3323 m)
- Pompeji: der Vesuv (1281 m)

## Österreich
- Bregenz: der Pfänder (1064 m)
- Graz: der Schöckl (1445 m)
- Innsbruck: der Patscherkofel (2246 m) und der Kleine Solstein (2637 m)
- Klagenfurt: das Kreuzbergl (517 m)
- Linz: der Pöstlingberg (539 m) und die Gis (927 m)
- Salzburg: der Untersberg (1973 m) und der Gaisberg (1288 m)
- Wien: der Kahlenberg (484 m; 300 m über der Stadt) ist der wichtigste Stadtberg Wiens (Ostflanke des Wienerwalds); auch werden die Berge der Rax-Schneeberg-Gruppe als Wiener Hausberge bezeichnet.

## Schweiz
- Ascona: der Monte Verità (322 m, eher Stadtberg)
- Basel: der St. Chrischona (522 m; 250 m über der Stadt)
- Bern: der Gurten (858 m; 300 m über der Stadt)
- Chur: der Brambrüesch (ca. 1600 m, mit Bergbahnen erschlossen) und der Haldensteiner Calanda (2806 m)
- Genf: der Mont Salève (1375 m, in Frankreich)
- Grindelwald, der First (2184 m)
- Locarno: die Cimetta (1672 m)
- Lugano: der Monte Brè (925 m; 650 m über der Stadt) und der Monte San Salvatore (912 m)
- Luzern: der Pilatus (2132 m)
- Neuenburg: der Chaumont (1180 m)
- Solothurn: der Weissenstein (1395 m)
- Thun: das Stockhorn (2190 m)
- Zermatt: die Sunnegga (ca. 2280 m, mit Bergbahn erschlossen) und das Matterhorn (4478 m)
- Zürich: der Uetliberg (873 m) und der Zürichberg (676 m)

- Ostschweiz, spezifischer die Region St. Gallen-Bodensee: der Säntis (2502 m)

## Spanien
- Barcelona: der Tibidabo (512 m)

## Vereinigtes Königreich
- Dundee: Dundee Law (174 m)
- Edinburgh: Arthur’s Seat (251 m)

## Außereuropäische Länder

### Brasilien
- Rio de Janeiro: der Zuckerhut (395 m) und der Corcovado (710 m)

### Dominikanische Republik
- Puerto Plata: der Pico Isabel de Torres (793 m)

### Südafrika
- Kapstadt: der Tafelberg (1087 m)